# Stan zagrożenia epidemicznego i stan epidemii
Stan zagrożenia epidemicznego i stan epidemii – instytucje prawa polskiego, służące zapobieganiu i zwalczaniu epidemii, istniejące w prawie polskim od 2001. 
Stan zagrożenia epidemicznego i stan epidemii przewidywała ustawa z dnia 6 września 2001 r. o chorobach zakaźnych i zakażeniach (Dz.U. z 2001 r. nr 126, poz. 1384). Obecnie są one regulowane ustawą z dnia 5 grudnia 2008 r. o zapobieganiu oraz zwalczaniu zakażeń i chorób zakaźnych u ludzi (Dz.U. z 2023 r. poz. 1284). 
Stan zagrożenia epidemicznego oznacza sytuację prawną wprowadzoną na danym obszarze w związku z ryzykiem wystąpienia epidemii w celu podjęcia
określonych w ustawie działań zapobiegawczych. Natomiast przez stan epidemii należy rozumieć sytuację prawną wprowadzoną na danym obszarze w związku z wystąpieniem epidemii w celu podjęcia określonych w ustawie działań przeciwepidemicznych i zapobiegawczych dla zminimalizowania skutków epidemii. 
Oba stany, na wniosek państwowego wojewódzkiego inspektora sanitarnego, wprowadza i znosi wojewoda w drodze rozporządzenia. Jeśli jednak zagrożenie epidemiczne lub epidemia występuje na obszarze więcej niż jednego województwa, stany te, na wniosek Głównego Inspektora Sanitarnego, wprowadza minister właściwy do spraw zdrowia w porozumieniu z ministrem właściwym do spraw administracji publicznej.
W Polsce po raz pierwszy zostały zastosowane w 2020, w związku z zagrożeniem rozprzestrzenia się koronawirusa SARS-CoV-2. 14 marca 2020 został ogłoszony na terenie całego kraju stan zagrożenia epidemicznego. Został on odwołany 20 marca 2020, wraz z wprowadzeniem stanu epidemii. 16 maja 2022 nastąpiła zmiana odwrotna: zniesiono stan epidemii, wprowadzając w jego miejsce stan zagrożenia epidemicznego, zniesiony 1 lipca 2023.

## Zakazy i nakazy możliwe do wprowadzenia w stanach zagrożenia epidemicznego i stanie epidemii
Podczas stanu zagrożenia epidemicznego lub stanu epidemii mogą być wprowadzone:
- czasowe ograniczenie określonego sposobu przemieszczania się[11]
- czasowe ograniczenie lub zakaz obrotu i używania określonych przedmiotów lub produktów spożywczych[11]
- czasowe ograniczenie funkcjonowania określonych instytucji lub zakładów pracy[11]
- zakaz organizowania widowisk i innych zgromadzeń ludności[11]
- obowiązek wykonania określonych zabiegów sanitarnych, jeżeli wykonanie ich wiąże  się  z funkcjonowaniem  określonych obiektów[11]
- nakaz udostępnienia nieruchomości, lokali, terenów i dostarczenia środków transportu do działań przeciwepidemicznych[11]
- obowiązek przeprowadzenia szczepień ochronnych[11]

Ponadto, w przypadku wystąpienia stanu epidemii lub stanu zagrożenia epidemicznego o charakterze i w rozmiarach przekraczających możliwości działania właściwych organów administracji rządowej i organów jednostek samorządu terytorialnego mogą zostać wprowadzone: 
- czasowe ograniczenie określonych zakresów działalności przedsiębiorców[12]
- czasową reglamentację zaopatrzenia w określonego rodzaju artykuły[12]
- obowiązek poddania się badaniom lekarskim przez osoby chore i podejrzane o zachorowanie[12]
- obowiązek stosowania określonych środków profilaktycznych i zabiegów[12]
- obowiązek poddania się kwarantannie[12]
- czasowe ograniczenie  korzystania  z lokali  lub  terenów  oraz  obowiązek  ich zabezpieczenia[12]
- nakaz ewakuacji w ustalonym czasie z określonych miejsc, terenów i obiektów[12]
- nakaz lub zakaz przebywania w określonych  miejscach i obiektach oraz na określonych obszarach[12]
- zakaz opuszczania strefy zero przez osoby chore i podejrzane o zachorowanie[12]
- nakaz określonego sposobu przemieszczania się[12]
- nakaz zakrywania ust i nosa, w określonych okolicznościach, miejscach i obiektach oraz na określonych obszarach[12]

## Krytyka
Celem tych rozwiązań jest zapobieganie i zwalczanie epidemii. Środkiem do realizacji tego celu są różnego rodzaju ograniczenia praw jednostki, co upodabnia je do przewidzianych przez Konstytucję RP stanów nadzwyczajnych; ponieważ jednak formalnie nimi nie są, odpowiednie przepisy konstytucyjne nie mają do nich zastosowania. Stąd też stan zagrożenia epidemicznego i stan epidemii określa się niekiedy jako „pozakonstytucyjne stany nadzwyczajne”. W przeszłości Trybunał Konstytucyjny stwierdzał, że ustanawianie w drodze ustawowej stanów zbliżonych do nadzwyczajnych jest niekonstytucyjne. Również sam stan epidemii spotkał się z krytyką w orzecznictwie. Teoretycznie alternatywą dla stanów epidemicznych mógłby być stan klęski żywiołowej, który jednak nie pozwalałby na ograniczenie wolności zgromadzeń, a co z kolei możliwe byłoby w stanie wyjątkowym.
Dr hab. Monika Płatek oraz dr hab. Mikołaj Małecki twierdzą, że stany te są w istocie stanami nadzwyczajnymi.